# Julien Denormandie
Pour les articles homonymes, voir Denormandie.
Julien Denormandie, né le 14 août 1980 à Cahors (Lot), est un haut fonctionnaire et homme politique français.
Ingénieur des ponts, des eaux et des forêts, il est, de 2012 à 2014, conseiller commun de la ministre chargée du commerce extérieur Nicole Bricq et du ministre de l'Économie et des Finances Pierre Moscovici, puis directeur de cabinet adjoint du ministre de l'Économie Emmanuel Macron. Il démissionne de ce poste en mars 2016 pour participer à la création du mouvement En marche !, dont il devient secrétaire général adjoint.
En 2017, il est nommé secrétaire d'État auprès du ministre de la Cohésion des territoires dans le gouvernement Édouard Philippe. Lors du remaniement en octobre 2018, il devient ministre chargé de la Ville et du Logement dans ce même gouvernement auprès de Jacqueline Gourault, ministre de la Cohésion des territoires et des Relations avec les collectivités territoriales.
De 2020 à 2022, il est ministre de l'Agriculture et de l'Alimentation dans le gouvernement Jean Castex.

## Biographie

### Famille
Julien Denormandie naît le 14 août 1980 à Cahors. Son père, Philippe Denormandie, est chirurgien orthopédique,. Il est issu d'une vieille famille parisienne de la bourgeoisie de robe.
Son oncle, Laurent Denormandie, né en 1959, ingénieur forestier de l'École nationale du génie rural, des eaux et des forêts (ENGREF) et diplômé de l'Institut des hautes études de droit rural et d'économie agricole (IHEDREA), président d'une importante société d'exploitation forestière et de première transformation située à Compiègne, a occupé d'importantes responsabilités dans la filière bois (Fédération nationale du bois, France-Bois-Forêt, Office National des Forêts), et a été président de la Fédération nationale du bois (FNB) de 2002 à 2014.
De confession catholique,, Julien Denormandie est marié à Cécile Ophèle, née en 1980 et ingénieure agronome de l'Institut national agronomique Paris-Grignon (INA-PG), avec laquelle il a eu quatre enfants. Il est ainsi le gendre de Robert Ophèle, ancien sous-gouverneur à la Banque de France, dont la nomination à la présidence de l'AMF en date du 24 juillet 2017 par décret présidentiel, intervenue alors que Julien Denormandie était membre du gouvernement, avait suscité des interrogations.
Julien Denormandie descend, par ailleurs, d'Ernest Denormandie (1821-1902), sénateur inamovible de la IIIe République et gouverneur de la Banque de France.

### Formation
Admis en 2000 à AgroParisTech (ex-Institut national agronomique Paris-Grignon), Julien Denormandie réussit en 2002 le concours d'accès au corps du Génie rural, des eaux et des forêts. Ingénieur-élève de la promotion 2002-2004, il suit les cours de l'École nationale du génie rural, des eaux et des forêts (ENGREF) en première année et la formation du MBA du Collège des ingénieurs en seconde année, soit une formation plus orientée vers les sciences en économie que celles en foresterie.

### Carrière professionnelle
Nommé ingénieur du génie rural, des eaux et des forêts le 1er octobre 2004, il est affecté en détachement à compter du 25 novembre 2004 à la direction des Relations économiques extérieures du ministère de l'Économie et des Finances. De 2008 à 2010, il est en poste à l'ambassade de France au Caire comme conseiller économique.
En 2011, il est chef du bureau de la Turquie, des Balkans, de la CEI et du Moyen-Orient à la sous-direction des relations économiques bilatérales de la direction générale du Trésor.
Il rejoint les cabinets ministériels, d'abord comme conseiller commun de la ministre chargée du commerce extérieur Nicole Bricq et du ministre de l'Économie et des Finances Pierre Moscovici en juillet 2012, poste où il est remarqué par son directeur de cabinet Rémy Rioux, puis par Emmanuel Macron, alors secrétaire général adjoint de l'Élysée.
À l'été 2014, il commence à créer une start-up avec Ismaël Emelien : « Notre projet était de voir comment le numérique (par des applications éducatives) pouvait améliorer l'acquisition de connaissance par les enfants », explique-t-il, jusqu'à ce qu'Emmanuel Macron (qui devait également y participer), nommé ministre de l'Économie quelques semaines plus tard, l'appelle à ses côtés. Il devient directeur adjoint de cabinet du ministre en septembre 2014.

### Parcours politique
Il démissionne du cabinet d'Emmanuel Macron en mars 2016 pour participer à la création du mouvement En marche, dont il rédige les statuts et devient secrétaire général adjoint,, participant ainsi à son développement : il est considéré comme sa cheville ouvrière pour la présidentielle puis les législatives,.
Alors qu'il était sur le point de quitter la vie politique pour rejoindre dans le privé un incubateur d'entreprise d'Axa, ce très proche de Macron est nommé secrétaire d'État auprès du ministre de la Cohésion des territoires Jacques Mézard, le 21 juin 2017,, notamment chargé de la politique du logement. Le 22 septembre 2017, il présente le plan logement du quinquennat, avec notamment la reconduction des dispositifs de défiscalisation Pinel qui devaient prendre fin le 31 décembre, mais en y ajoutant la création d'un bail mobilité allant de 1 à 8 mois pour les personnes en mobilité (travailleurs en formation, étudiants ou encore jeunes actifs), l’augmentation de la création de logements sociaux et l’amélioration de la mobilité dans le parc actuel, et la création de 80 000 logements pour les jeunes. Lors du congrès annuel du logement social de 2017, il est accueilli sous les huées à cause des coupes budgétaires subies par le secteur.
À l'occasion du remaniement ministériel du 16 octobre 2018, il est nommé ministre délégué auprès de la ministre de la Cohésion des territoires et des Relations avec les collectivités territoriales, Jacqueline Gourault, chargé de la Ville et du Logement, alors même qu'à fin août 2018 le nombre de permis de construire recule de 5 % et que le nombre de demandeurs de logements sociaux a cru de 10 % en 2017. En 2019, il parvient à négocier auprès du ministère de l'Économie et des Finances des coupes budgétaires moins fortes que prévu. L'Opinion estime alors qu'il « est devenu en deux ans un expert de son secteur » et relève qu'il « s’est montré si charmant que beaucoup de professionnels, comme atteints d’un syndrome de Stockholm, ne lui reprochent même plus le rabot des aides publiques, qui fait ralentir la construction ». Par ailleurs, il figure « au premier rang » des ministres recadrés par Édouard Philippe au sujet de la mise en place de la contemporanéité des aides personnelles au logement (APL), reportée à cause d'une mauvaise gestion.
Membre de la commission nationale d'investiture de LREM pour les élections municipales de 2020, il se déporte du choix du candidat pour Paris, étant soutien de Benjamin Griveaux, alors que son concurrent Cédric Villani dénonce une commission « partiale »,.
Dans le contexte de la pandémie de Covid-19, il s'oppose au moratoire sur les loyers demandé par des associations, estimant que cela mettrait « en difficulté certains propriétaires ».
Le 6 juillet 2020, à la surprise de Didier Guillaume et de son cabinet, il est nommé ministre de l'Agriculture et de l'Alimentation dans le gouvernement de Jean Castex.
Il annonce durant l'été 2020 une série de mesures pour venir en aide au secteur agricole face à la sécheresse en cours dans plus d'une cinquantaine de départements, dont l'ouverture du régime des indemnisations pour « calamités », des versements plus élevés d’acomptes de la Politique agricole commune (PAC), ainsi que des dégrèvements sur la taxe foncière,. Il annonce également son intention de « simplifier un peu les procédures » pour construire des retenues d’eau afin de permettre aux agriculteurs de faire face aux sécheresses, dans la continuité de son prédécesseur Didier Guillaume qui déclarait vouloir la création d'une soixantaine de retenues de ce genre pour soutenir l’agriculture irriguée. Le Monde estime alors que Julien Denormandie « reprend sans le moindre recul l’argumentaire de la FNSEA en faveur du stockage de l’eau dans de vastes réservoirs », tandis que « les experts mettent en garde contre le risque d’un assèchement des cours d’eau et d’une évaporation accélérée des réserves stockées à l’air libre ; ils plaident en faveur d’un partage de la ressource hydrique, devenue rare, entre ses différents utilisateurs ».
En août 2020, Julien Denormandie s'engage auprès d’éleveurs et cultivateurs touchés par la sècheresse sur « un plan de relance avec un montant conséquent », pour préparer l’avenir « sur les dix, quinze, vingt années, que ce soit dans la protection, que ce soit dans la résilience, ou que ce soit dans l’utilisation des ressources ».
Il s'élève en juillet 2021, avec dix autres ministres européens, contre un texte présenté devant la Commission européenne visant à freiner l’exploitation intensive des forêts pour mieux protéger la biodiversité.
Le 20 mai 2022, il n'est pas reconduit à son poste au ministère et annonce dans une lettre publique sur Twitter quitter la vie politique jusqu'à nouvel ordre. Selon Le Monde, ayant échoué à devenir Premier ministre, il n’a pas souhaité continuer à siéger au gouvernement malgré les propositions d'Emmanuel Macron de remplacer Bruno Le Maire comme ministre de l’Économie et des Finances, ou de choisir n’importe quel autre poste. D'autres observateurs y voient un refus face à l'ambition de devenir Premier ministre, ou plus simplement de rester en disponibilité si le poste de secrétaire général de l'Élysée venait à être vacant.

### Retrait de la vie politique
En septembre 2022, Julien Denormandie est recruté par la greentech Sweep, spécialisée en conseil en réduction des émissions de carbone pour les entreprises. Au sein de Sweep, il exerce la fonction de « chief impact officer », à savoir dirigeant chargé d'évaluer l'incidence de l'activité d'entreprises.
En octobre 2022, il est nommé senior advisor au sein du fonds d’investissement français Raise.
En décembre 2022, il intègre le Conseil de surveillance de l'AFL, la banque des collectivités.
En janvier 2024, il est un temps pressenti pour succéder à Élisabeth Borne à la fonction de Premier ministre.

## Polémiques
Le 30 janvier 2018, il déclare sur France Inter : « C’est à peu près une cinquantaine d'hommes isolés en Ile-de-France [qui dorment dehors], pour être très précis. » Cette déclaration suscite une polémique et provoque de nombreuses réactions. Dans l'émission Le Grand Jury, le 11 février suivant, il précise que « ce chiffre, évidemment, ne correspond pas au nombre de personnes qui dorment dans la rue. »
En 2019, il critique publiquement les propos du philosophe Henri Peña-Ruiz sur l'islamophobie et s'attire alors l'hostilité de la secrétaire d'État Marlène Schiappa et du député LREM François Cormier-Bouligeon,.
En 2021, il critique vivement la décision du maire de Lyon Grégory Doucet, au cœur d’une polémique à la suite de son instauration temporaire d’un menu unique sans viande dans les cantines des écoles lyonnaises. Cette décision, qui fut déjà prise par l'ancien maire Gérard Collomb (ex-LREM), a été prise afin de servir plus rapidement les élèves dans le cadre du nouveau protocole sanitaire pour faire face à la pandémie de Covid-19. Le ministre dénonce une mesure « idéologique », « aberrante d’un point de vue nutritionnel », car elle entraînerait des carences alimentaires, et « une honte du point de vue social », car elle empêcherait les enfants les plus pauvres d'avoir accès à de la viande. Cependant, d'après l'étude de l’Agence nationale de sécurité sanitaire de l'alimentation, de l'environnement et du travail (ANSES), les enfants jusqu’à 10 ans consommeraient en moyenne entre 200 et 400 % des apports nutritionnels conseillés, et selon Greenpeace, « un fort apport en protéines animales, et en particulier celles issues des produits laitiers, est associé à des risques de surpoids et d’obésité plus tard ». Le ministre annonce saisir le préfet du Rhône.

## Distinctions
- Chevalier de l'ordre national du Mérite (2 juin 2023)[51].
- Commandeur de l'ordre du Mérite agricole ex officio, en tant que ministre de l'Agriculture (2022)[52].

- Commandeur de l'ordre du Mérite maritime ex officio, en tant que ministre chargé de la Pêche (2022)[53].

## Ouvrages
- 2024 : Nourrir sans dévaster. Petit précis de mondialisation - VIII, avec Erik Orsenna, Flammarion   (ISBN 978-2080433411).